# 拉氏眶燈魚
拉氏眶灯鱼（学名：Diaphus rafinesquii）为輻鰭魚綱燈籠魚目灯笼鱼科的其中一種，分布於全球三大洋海域，屬深海魚類，棲息深度40-1200公尺，體長可達9公分。

## 扩展阅读
維基物種上的相關：拉氏眶灯鱼